# Нечаєв Олег Олександрович
Оле́г Олекса́ндрович Неча́єв (нар. 23 вересня 1976) — бригадний генерал Збройних сил України, перший заступник командувача Сил спеціальних операцій ЗС України. Колишній командир 8-го окремого полку спеціального призначення (2011-2019), учасник російсько-української війни.

## Короткий життєпис
Дід, Григорій Архипович Нечаєв, був фронтовиком, він і прищепив Олегу любов до Вітчизни[що?]. Дитинство минуло в Красногорівці, там закінчив школу. Закінчив навчання в Одеському інституті Сухопутних військ.
Пройшов шлях від командира взводу 79-го аеромобільного полку до заступника командира бригади.
У 2003-2004 роках перебував у складі миротворчого контингенту в Іраку.
У 2008 році закінчив Національну академію оборони України.
У 2011 році призначений командиром 8-го окремого полку спеціального призначення, разом з яким брав участь у боях за місто Щастя (2014).
Завершив навчання на оперативно-стратегічному факультеті Національного університету оборони.
У липні 2019 року передав бойовий стяг новому командиру 8-го полку Володимиру Шаблію після призначення першим заступником командувача Сил спеціальних операцій Збройних сил України.
10 березня 2022 року присвоєне військове звання бригадний генерал.

## Родина
З дружиною Тетяною, медсестрою міської поліклініки № 1 м. Хмельницького, виховують дочку Настю 2003 р. н. та сина Данила 2007 р. н.

## Нагороди
За особисту мужність і героїзм, виявлені у захисті державного суверенітету та територіальної цілісності України, вірність військовій присязі під час російсько-української війни нагороджений:
- орденом Богдана Хмельницького III ступеня;
- Іменною вогнепальною зброєю